# Selaginella ribae
Selaginella ribae är en mosslummerväxtart som beskrevs av Valdespino. Selaginella ribae ingår i släktet mosslumrar, och familjen mosslummerväxter. Inga underarter finns listade i Catalogue of Life.